# Marcel Hillaire
Marcel Hillaire est un acteur d'origine allemande, né Erwin Ottmar Hiller le 23 avril 1908 à Cologne (Province de Rhénanie ; alors Empire allemand), mort le 1er janvier 1988 à Los Angeles (Californie).

## Biographie
Après des débuts au théâtre dans son pays natal, sous le premier nom de scène d’Harry Furster, il fuit le nazisme (étant de confession juive) et émigre aux États-Unis. Là, sous le second nom de scène francisé de Marcel Hillaire (il tiendra d'ailleurs souvent des rôles de français), il contribue à dix-huit films américains ; le premier est Sabrina de Billy Wilder, sorti en 1954, où il interprète le professeur de cuisine d'Audrey Hepburn à Paris.
Par la suite, citons Les Sept Voleurs d'Henry Hathaway (1960, avec Edward G. Robinson et Rod Steiger), Les Quatre Cavaliers de l'Apocalypse de Vincente Minnelli (1962, avec Glenn Ford et Ingrid Thulin), ainsi que Prends l'oseille et tire-toi de Woody Allen (avec le réalisateur et Janet Margolin), son dernier film sorti en 1969.
Pour la télévision américaine, il collabore à quarante-neuf séries entre 1952 et 1987, notamment Aventures dans les îles (1960-1962, dix-sept épisodes, dont quinze dans le rôle de l'inspecteur Bouchard) et Mission impossible (1970, trois épisodes).
S'y ajoutent sept téléfilms diffusés de 1968 à 1979, l'avant-dernier étant Evening in Byzantium de Jerry London (1978, avec Glenn Ford et Eddie Albert).
Marcel Hillaire joue également deux fois à Broadway, dans une adaptation de la pièce Les Pavés du ciel d'Albert Husson (1955, avec Jean-Pierre Aumont et Faye Emerson), et dans la comédie musicale Silk Stockings, sur une musique de Cole Porter (1955-1956, avec Don Ameche et sa compatriote Hildegard Knef).

## Filmographie

### Cinéma (intégrale)
- 1954 : Sabrina de Billy Wilder : Le professeur de cuisine
- 1959 : Train, Amour et Crustacés (It Happened to Jane) de Richard Quine : Le chef
- 1960 : Les Sept Voleurs (Seven Thieves) d'Henry Hathaway : Le duc de Salins
- 1960 : Le Grand Sam (North to Alaska) d'Henry Hathaway : Le mari de Jenny
- 1961 : Branle-bas au casino (The Honeymoon Machine) de Richard Thorpe : L'inspecteur des jeux du casino
- 1962 : Les Quatre Cavaliers de l'Apocalypse (Four Horsemen of the Apocalypse) de Vincente Minnelli : Armand Dibier
- 1962 : Bon voyage ! (Bon Voyage!) de James Neilson : Le guide des égouts
- 1963 : Ah ! Si papa savait ça (Take Her, She's Mine) d'Henry Koster : Un policier
- 1963 : The Wheeler Dealers d'Arthur Hiller : Giuseppe, le maître d'hôtel
- 1964 : La flotte se mouille (McHale's Navy) d'Edward Montagne : Le gendarme en chef
- 1964 : La mariée a du chien (Wild and Wonderful) de Michael Anderson : Inspecteur Duvivier
- 1964 : Madame Croque-maris (What a Way to Go!) de J. Lee Thompson : L'avocat français
- 1965 : Gare à la peinture (The Art of Love) de Norman Jewison : Le bourreau
- 1965 : Le Coup de l'oreiller (A Very Special Favor) de Michael Gordon : Claude, l'avocat français
- 1966 : Made in Paris de Boris Sagal : Un employé
- 1966 : Bien joué Matt Helm (Murderers' Row) d'Henry Levin : Le capitaine de police Deveraux
- 1967 : Rentrez chez vous, les singes ! (Monkeys, Go Home!) d'Andrew V. McLaglen : Le maire Gaston Lou
- 1969 : Prends l'oseille et tire-toi (Take the Money and Run) de Woody Allen : « Fritz », le réalisateur

### Télévision (sélection)
Séries
- 1960 : Dobie Gillis (The Many Loves of Dobie Gillis)
  - Saison 2, épisode 11 Parlez-Vous English? : Aristide Le Blanc
- 1960-1961 : Peter Gunn
  - Saison 2, épisode 28 Slight Touch of Homicide (1960) de Lamont Johnson : Pierre Anatole
  - Saison 3, épisode 26 A Penny Saved (1961) de Robert Gist : Jacques
- 1960-1962 : Aventures dans les îles (Adventures in Paradise) : L'inspecteur Bouchard (sauf mention contraire)
  - Saison 1, épisode 22 Une Certaine île (There is an island, 1960 : Manager) de James Neilson
  - Saison 2, épisode 2 Les Intrus (The Intruders, 1960 : Fresnay) de Boris Sagal, épisode 8 Pour une perle (One Little Pearl, 1960) de Robert Florey, épisode 11 Les Sirènes (Sink or Swim, 1960) de Bud Townsend, épisode 16 Meurtre à Tenoa (The Good Killing, 1961), épisode 21 L'Ange de la mort (Angel of Death, 1961) de Robert Florey, épisode 25 Un soupçon de génie (A Touch of Genius, 1961) de Boris Sagal, épisode 27 Vol à la petite semaine (A Penny a Day, 1961) de Robert Florey, épisode 33 Le Commandant (Command at Sea, 1961) de Stuart Rosenberg, et épisode 34 L'Institutrice (Beachhead, 1961) de Felix E. Feist
  - Saison 3, épisode 2 Héros malgré lui (The Reluctant Hero, 1961) de Norman Foster, épisode 4 Concours de beauté (Queens Back to Back, 1961) de Jus Addiss, épisode 9 Menace contre inconnu (The Assassins, 1961) de Robert Florey, épisode 15 Il était une princesse... (Once There Was a Princess, 1962) de James B. Clark, épisode 17 Bouchard en vacances (Policeman's Holiday, 1962) de Robert Florey, épisode 21 Le Fugitif (The Secret Place, 1962) de James B. Clark, et épisode 23 Une fiancée pour le capitaine (A Bride for the Captain, 1962) de Jacques Tourneur
- 1960-1963 : La Quatrième Dimension (The Twilight Zone)
  - Saison 2, épisode 10 Futurographe (A Most Unusual Camera, 1960) de John Rich : Pierre, le serveur
  - Saison 4, épisode 13 La Nouvelle Exposition (The New Exibit, 1963) de John Brahm : Le guide
- 1962-1963 : 77 Sunset Strip
  - Saison 4, épisode 34 The Gemmologist Caper (1962) de Robert Sparr : L'inspecteur Bordeaux
  - Saison 5, épisode 33 Our Man in Switzerland (1963) de Richard C. Sarafian : André Dufy
- 1963 : Sur le pont, la marine ! (McHale's Navy)
  - Saison 1, épisode 17 The Big Raffle et épisode 24 One Enchanted Weekend : Émile Gérard
- 1965 : Des agents très spéciaux (The Man from U.N.C.L.E.)
  - Saison 1, épisode 22 The See-Paris-And-Die Affair d'Alf Kjellin : Le sergent de gendarmerie
  - Saison 2, épisode 11 Ni vin, ni champagne (The Virtue Affair) de Jud Taylor : Raoul Dubois
- 1965 : Les Espions (I Spy)
  - Saison 1, épisode 4 Mon cher Max (Chrysanthemum) : Maximilien de Brouget
- 1966 : Au cœur du temps (The Time Tunnel)
  - Saison unique, épisode 9 L'Île du diable (Devil's Island) de Jerry Hopper : Boudaire
- 1966-1967 : Annie, agent très spécial (The Girl from U.N.C.L.E.)
  - Saison unique, épisode 1 Une affaire de chien (The Dog-Gone Affair, 1966 : Antoine Fromage) de Barry Shear et épisode 24 Faites-leur un prix (The Petit Prix Affair, 1967 : Le professeur Plato Pamplemousse) de Mitchell Leisen
- 1967-1968 : Perdus dans l'espace (Lost in Space)
  - Saison 3, épisode 1 Condemned of Space (1967 : Phanzig) de Nathan Juran et épisode 24 Junkyard of Space (1968 : Le ferrailleur) d'Ezra Stone
- 1968 : Match contre la vie (Run for Your Life)
  - Saison 3, épisode 16 A Dangerous Proposal de Barry Shear : Maurice Durand
- 1968 : Commando Garrison (Garrison's Gorillas)
  - Saison unique, épisode 18 Run from Death : Achille
- 1968 : Daniel Boone
  - Saison 5, épisode 4 The Fleeing Nuns : Pelletier
- 1970 : Mission impossible (Mission : Impossible)
  - Saison 4, épisodes 14, 15 et 16 Le Faucon, 1re, 2e et 3e parties (The Falcon, Parts I, II & III) de Reza Badiyi : L'évêque
- 1970 : Max la Menace (Get Smart)
  - Saison 5, épisodes 15 et 16 House of Max, Parts I & II : Duval
- 1970-1972 : Un shérif à New York (McCloud)
  - Saison 1, épisode 6 Our Man in Paris (1970) de Russ Mayberry : Inspecteur Prideaux
  - Saison 3, épisode 2 The Barefoot Stewardess Caper (1972) : Inspecteur Leblanc
- 1971 : Le Monde merveilleux de Disney (The Wonderful World of Disney ou Disneyland)
  - Saison 17, épisodes 18 et 19 Bayou Boy, Parts I & II de Gary Nelson : M. Verret
- 1973 : Doris comédie (The Doris Day Show)
  - Saison 5, épisode 20 A Small Cure for Big Alimony de Lee Philips : George

Téléfilms
- 1968 : Now You See It, Now You Don't de Don Weis : M. Moulle
- 1970 : Three for Tahiti d'E. W. Swackhamer : Le chef de la police Longet
- 1973 : The Six Million Dollar Man : Solid Gold Kidnapping de Russ Mayberry : L'inspecteur des douanes
- 1976 : Francis Gary Powers : The True Story of the U-2 Spy Incident de Delbert Mann : Charles de Gaulle
- 1978 : Keefer de Barry Shear : Maureau
- 1978 : Evening in Byzantium de Jerry London : Inspecteur Le Dioux

## Théâtre à Broadway (intégrale)
- 1955 : Les Pavés du ciel (The Heavenly Twins) d'Albert Husson : Le vieil homme
- 1955-1956 : Silk Stockings, comédie musicale, musique et lyrics de Cole Porter, livret de George S. Kaufman, Leueen MacGrath et Abe Burrows, d'après l'histoire Ninotchka de Melchior Lengyel, costumes de Lucinda Ballard et Robert Mackintosh : Pierre Bouchard